# Jules-Ferdinand Baulard
Jules-Ferdinand Baulard, né le 11 février 1827 à Meaux (Seine-et-Marne) et mort le 7 avril 1910 à Joinville-le-Pont (Seine), fils d'ouvriers, fut d'abord lui-même ouvrier verrier en Seine-et-Marne. Il s’est ensuite installé à Paris dans le 3e arrondissement où, avec un beau-frère, il dirigeait dès 1848 une fabrique de miroiterie.

## Opposant républicain à Louis-Philippe et Napoléon III
Membre de la Société des Droits de l'Homme, organisation hostile au roi Louis-Philippe, il participa aux journées de février et de juin 1848 qui renversent la monarchie. Il fréquentait le club de la Révolution d’Armand Barbès. Il protesta contre le coup d'État de Louis-Napoléon Bonaparte et fut fermement républicain sous l'Empire. Il résista les armes à la main au coup d'État du 2 décembre 1851.
Combattant du siège de Paris dans l'hiver 1870-1871, il participa à la Commune de Paris en 1871, en tant que délégué du 5e bataillon de la Garde nationale auprès du Comité central républicain des Vingt arrondissements, mais il s’en sépara rapidement.

## Homme politique radical
Vivant à Paris, il fut un des principaux fondateurs des écoles laïques du 3e arrondissement de la capitale. Il est président du comité républicain radical démocratique de l’arrondissement.
Retiré des affaires, il s'installe à Joinville-le-Pont alors dans le département de la Seine (aujourd'hui dans le Val-de-Marne). En 1885, il est un des fondateurs du comité provisoire républicain, radical, socialiste du canton de Charenton-le-Pont, qui deviendra l’Union des radicaux-socialistes de la 2e circonscription de l’arrondissement Sceaux, une des organisations qui compte le plus grand nombre d’adhérents dans le département. Il y côtoie notamment Gabriel Meynet, directeur du journal Voix des communes et maire d’Alfortville ainsi que le journaliste Henry Vaudémont.
Baulard est élu conseiller municipal de Joinville-le-Pont en 1884 et siège dans la municipalité dirigée par Gabriel Pinson. Il ne se représente pas en 1888, conformément au programme radical-socialiste qui prévoyait le non-cumul des fonctions électives.
Jules-Ferdinand Baulard se présente au Conseil général de la Seine en tant que représentant du canton de Charenton-le-Pont (qui comprenait Joinville-le-Pont) où il est élu en 1886 ; il démissionne en 1889, lorsqu’il devient député.
Lors de l’élection législative du 22 septembre 1889, Jules-Ferdinand Baulard est candidat des opposants au candidat populiste, le général Boulanger, dans la 2e circonscription de l’arrondissement de Sceaux (Seine), qui correspond à une grande partie de l’actuel Val-de-Marne. Il est élu au second tour avec 6 839 voix sur 13 097 (52,2 %). Il fait partie de l'union des radicaux socialistes antiplébiscitaires.

Louis Ferdinand Baulard, cliché Laudrey Disderi, Annuaire Paris Hachette, 1900.

Baulard est réélu comme sous l’étiquette radicale et laïque le 20 août 1893 avec 6 181 voix sur 12 255 votants (50,4 %). Le 8 mai 1898, il obtient un troisième mandat avec 9 121 voix sur 18 363 votants (49,7 %). À la Chambre des députés, il s'occupa surtout des bureaux de placement pour les ouvriers. Membre de la commission du travail, il est auteur d’une proposition de loi sur le financement d’une caisse pour les invalides du travail.
Orateur médiocre, mais fortement engagé dans la vie politique locale, Baulard est l’objet de nombreuses attaques des journaux La Presse et La Croix, qui lui reprochent son engagement anti-boulangiste et les fautes d’orthographes qu’il commet ; ses partisans remarquent que « à l'âge de onze ans, au lieu d'aller à l'école, il était déjà forcé de gagner sa vie comme apprenti. »
Participant à beaucoup de réunions de la Fédération française de la Libre pensée, Baulard était membre de la loge maçonnique La Clémente Amitié.
Baulard participe au Congrès radical-socialiste de juin 1901, qui marque la fondation officielle du parti républicain, radical et radical-socialiste.
Jules-Ferdinand Baulard ne se représente pas lors de l’élection législative de 1902 et soutient la candidature d’Adolphe Maujan (1853-1914). Il meurt le 7 avril 1910 à Joinville-le-Pont et est inhumé au cimetière du Père-Lachaise (73e division) à Paris.